# Balázs András (szociológus)
Balázs András (Budapest, 1985–)[forrás?] jogász, szociológus, egyetemi oktató.
Könyvei (szociográfia és szociografikus kisregény) a Balassi Kiadó gondozásában jelentek meg.

## Tanulmányai
Általános iskolai és gimnáziumi tanulmányait a Lauder Javne Zsidó Közösségi Iskolában folytatta.[forrás?] Eredetileg jogot végzett (PPKE-JÁK), majd szociológiából szerzett tudományos fokozatot (DE HTDI SZTDP).

## Szakmai pályafutása
Évekig dolgozott hátrányos helyzetű csoportokkal foglalkozó civil szervezeteknél. Egy évig tagintézmény-vezetőként egy többségében romák lakta községben szervezett második esély iskolát. Érdeklődése később az intézményszervezés és a gyakorlati szociális munka felől a tudományos kutatás felé fordult. 2018 és 2021 között az MTA Szociológiai Intézetének kutatója. 2021-től főállású egyetemi oktató. Kutatási területei a városi szegénység, a lakóhelyi szegregáció, a szegénység és az etnicitás kapcsolata, a kisebbségek médiareprezentációja, valamint az informális műtárgypiacok. Szociológiát, művészetszociológiát, városszociológiát oktat.

## Publikációi
Folyóiratcikkei, tanulmányai mellett két könyvet publikált:
- Nyomorba zárva (szociografikus kisregény, Balassi Kiadó, 2024)
- Család és szomszédság a Magdolna negyedben (szociográfia, Balassi Kiadó, 2021)

## Szociográfiai munkássága
Család és szomszédság a Magdolna negyedben című könyvében Középső-Józsefváros társadalmi-gazdasági-lakhatási szempontból leghátrányosabb helyzetű kerületrészét mutatja be, az itt élő roma szegény családok társadalmi kapcsolathatárait tárja fel:
„Az ország számos nyomortelepén megfordultam magánemberként, kutatóként. Ezeken a helyeken szembesültem vele, hogy formális jogegyenlőségünk dacára – származásuk és bőrszínük okán – honfitársaink számottevő része eleve kívül reked a társadalmon. Könnyű volt felismerni, hogy a munkanélküliséggel sújtott térségek leghátrányosabb településeiről nem vezet út a polgári világába. Nehezebben értettem meg, hogy Középső-Józsefváros legszegényebb bérházai miként ejtik foglyul a rendszerváltás veszteseit. E könyv a Magdolna negyedben élő roma szegény családok társadalmi kapcsolatain és térbeli mozgásain keresztül mutatja be, mit jelent számukra a városrész, ahol élnek.”
Nyomorba zárva című könyve valós élettörténeteket dolgoz fel fikciós formában:
„Nyomorba zárva című kisregénye egy vidéki cigánytelepről Józsefváros gettóvilágába kerülő fiatal lány útját követi végig, akit saját közegének reménytelensége és a többségi társadalom érzéketlensége roppant össze. A sötéten pesszimista korrajz kaleidoszkópszerűen mutatja be a fővárosban élő sokféle kisebbség világát, az eltérő társadalmi rétegek nagyon is hasonló önpusztítását, a kirekesztettek által elszenvedett megaláztatások változatos formáit. A regény valós élettörténetek igazi drámáin alapul.”
Érdekességek a könyvvel kapcsolatban:
- Korábbi szociográfiájához (Család és szomszédság a Magdolna negyedben) készült közel ötven interjúja és számos esettanulmánya inspirálta kisregényét.
- A regény főszereplőjét a korábbi kutatásai alatt megismert roma női sorsok inspirálták.
- A regényben felbukkanó szexuális ragadozó alakját két máig a magyar művészeti oktatásban tevékenykedő művésztanár személye inspirálta.